# Sunlight's Last Raid
Sunlight's Last Raid er en amerikansk stumfilm fra 1917 af William Wolbert.

## Medvirkende
- Mary Anderson som Janet Warned
- Gayne Whitman som Jack Conway
- Vincente Howard som Kaptein Sunlight
- Fred Burns som Bill Warned
- Al Ernest Garcia som Pedro